# 五香駅

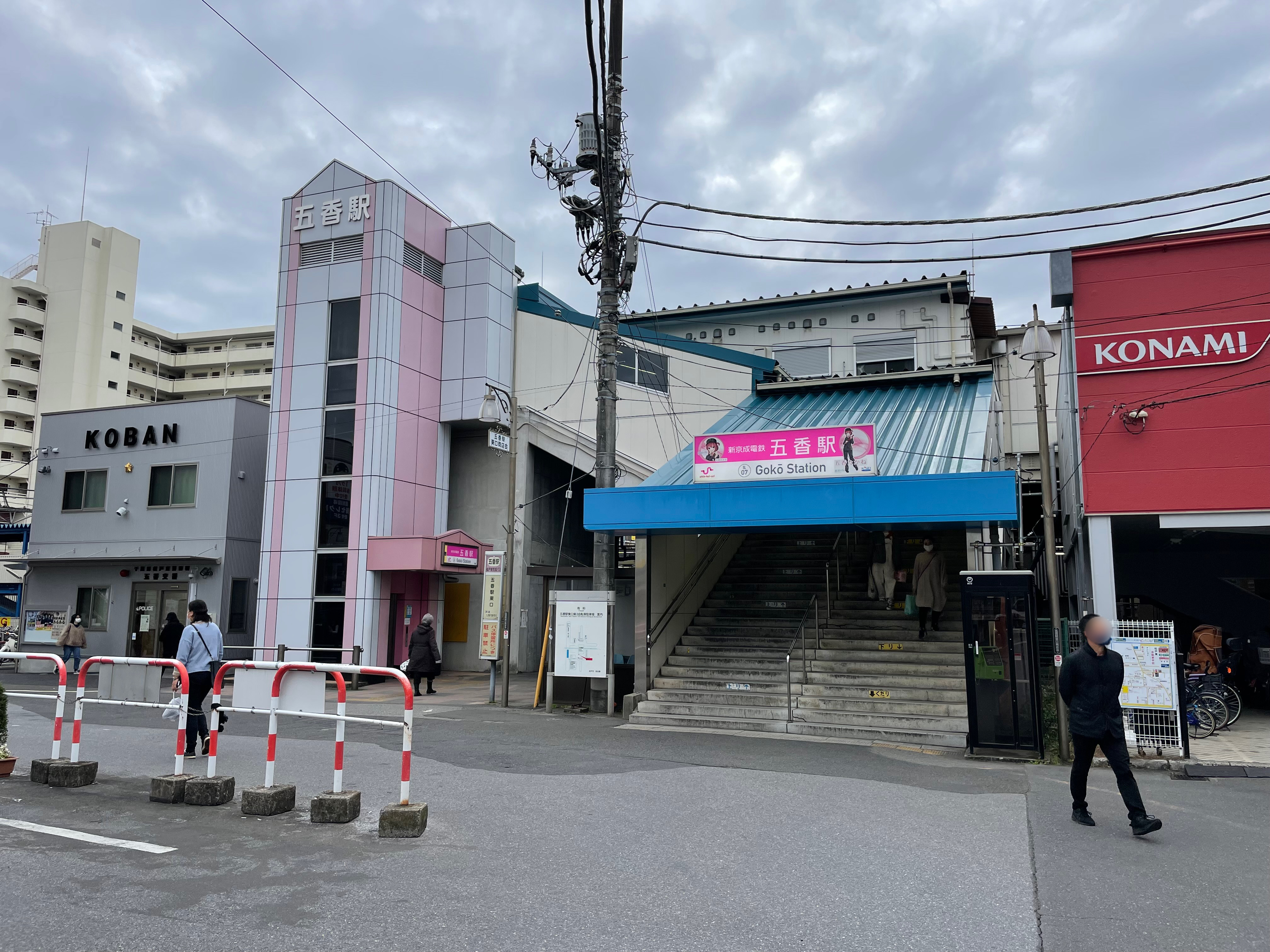
東口（2022年12月）

五香駅（ごこうえき）は、千葉県松戸市金ヶ作にある、京成電鉄松戸線の駅である。駅番号はKS82。

## 概要
当駅は常盤平団地や牧の原団地の最寄り駅であるが、松戸市と柏市の境界にも近いため、柏市の南端に位置する南逆井・新逆井・南増尾・しいの木台地区にとっても広範囲が最寄り駅に含まれている。

## 歴史
- 1955年（昭和30年）4月21日：新京成電鉄新京成線の駅として開業。
- 2014年（平成26年）2月：駅番号「SL07」を設定[1]。
- 2021年（令和3年）4月22日 - 8月31日：自社の鉄道むすめである「五香たかね」のデビューを記念し駅構内を装飾するイベントを実施[2]。
- 2025年（令和7年）4月1日：新京成電鉄が京成電鉄への吸収合併に伴い、京成電鉄松戸線の駅となる。同時に駅番号をSL07からKS82に変更[3]。

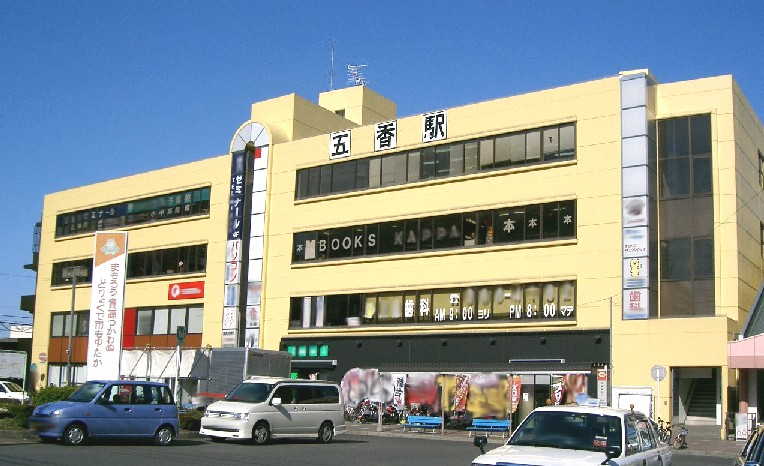
外壁塗装前の五香駅西口ビル（2022年12月）
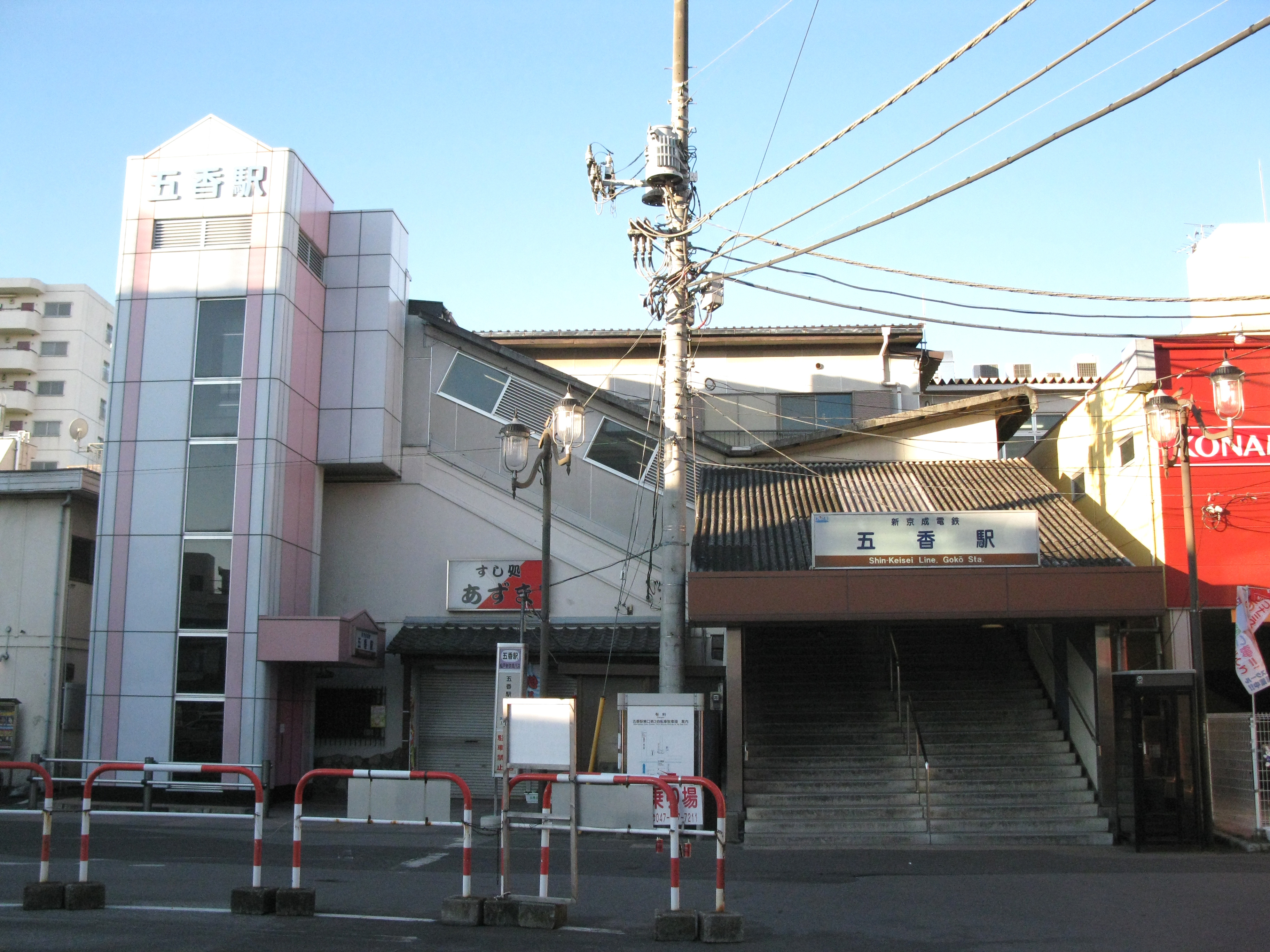
駅名看板更新前の東口（2010年1月）

### 駅名の由来
明治新政府の手により小金牧（千葉県北西部）において開墾が行われ、開墾地には開墾順序に合わせて地名が付与された。五香は小金牧（小金五牧）の中野牧に当たり、5番目である。この他、初富（鎌ケ谷市）、二和、三咲（以上船橋市）、豊四季（柏市）、六実（松戸市）、七栄（富里市）、八街（八街市）、九美上（香取市）、十倉（富里市）、十余一（白井市）、十余二（柏市）、十余三（成田市・多古町）の順に続く。
五香地区は六実地区と隣接しており、かつては五香六実と住居表示されていた時期もある。

## 駅構造
島式ホーム1面2線の地上駅で、橋上駅舎を有する。開業からしばらくは駅西側に車両基地が立地していたが、1975年（昭和50年）にくぬぎ山車両基地へ移転した。東側にもバスの車庫があったが、こちらも紙敷に移転している。東側には京成タクシーウエスト本社・松戸東営業所が所在する。
西口は、銀行や書店が入居している駅ビルであり、コンコースとも直結している。
バリアフリー施設では、エスカレーターが西口と改札外コンコースの間と改札内コンコースとホームの間を、エレベーターが東口と改札外コンコースの間をそれぞれ連絡しているほか、多機能トイレが改札内コンコースに設置されている。
五香駅管区として、元山駅 - 鎌ヶ谷大仏駅間の各駅を管理下に置いている。

### のりば
| 番線 | 路線   | 方向 | 行先                                               |
| ---- | ------ | ---- | -------------------------------------------------- |
| 1    | 松戸線 | 下り | 新鎌ヶ谷・北習志野・新津田沼・京成津田沼・千葉方面 |
| 2    | 松戸線 | 上り | 八柱・松戸方面                                     |

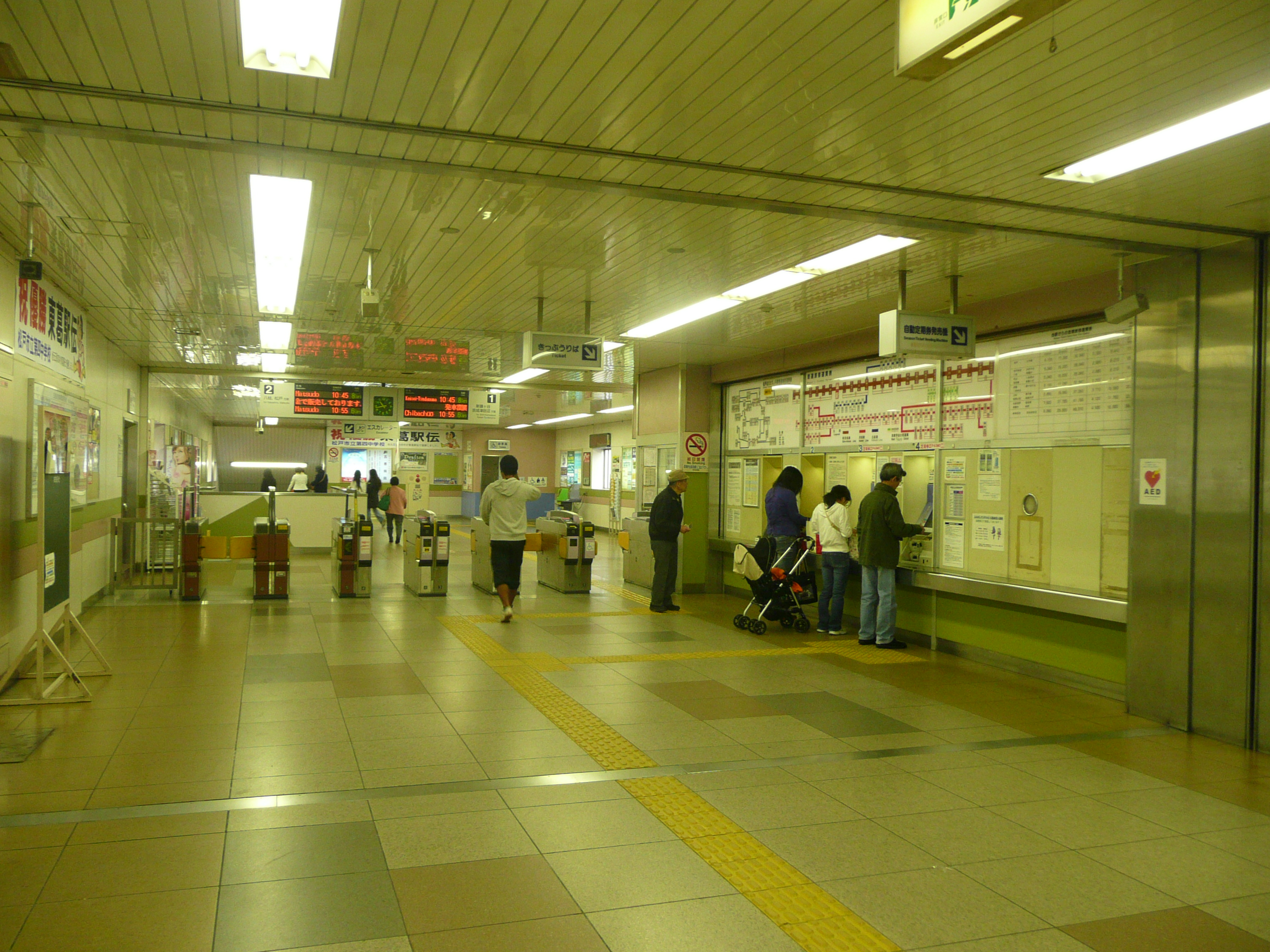
改札口（2008年11月）
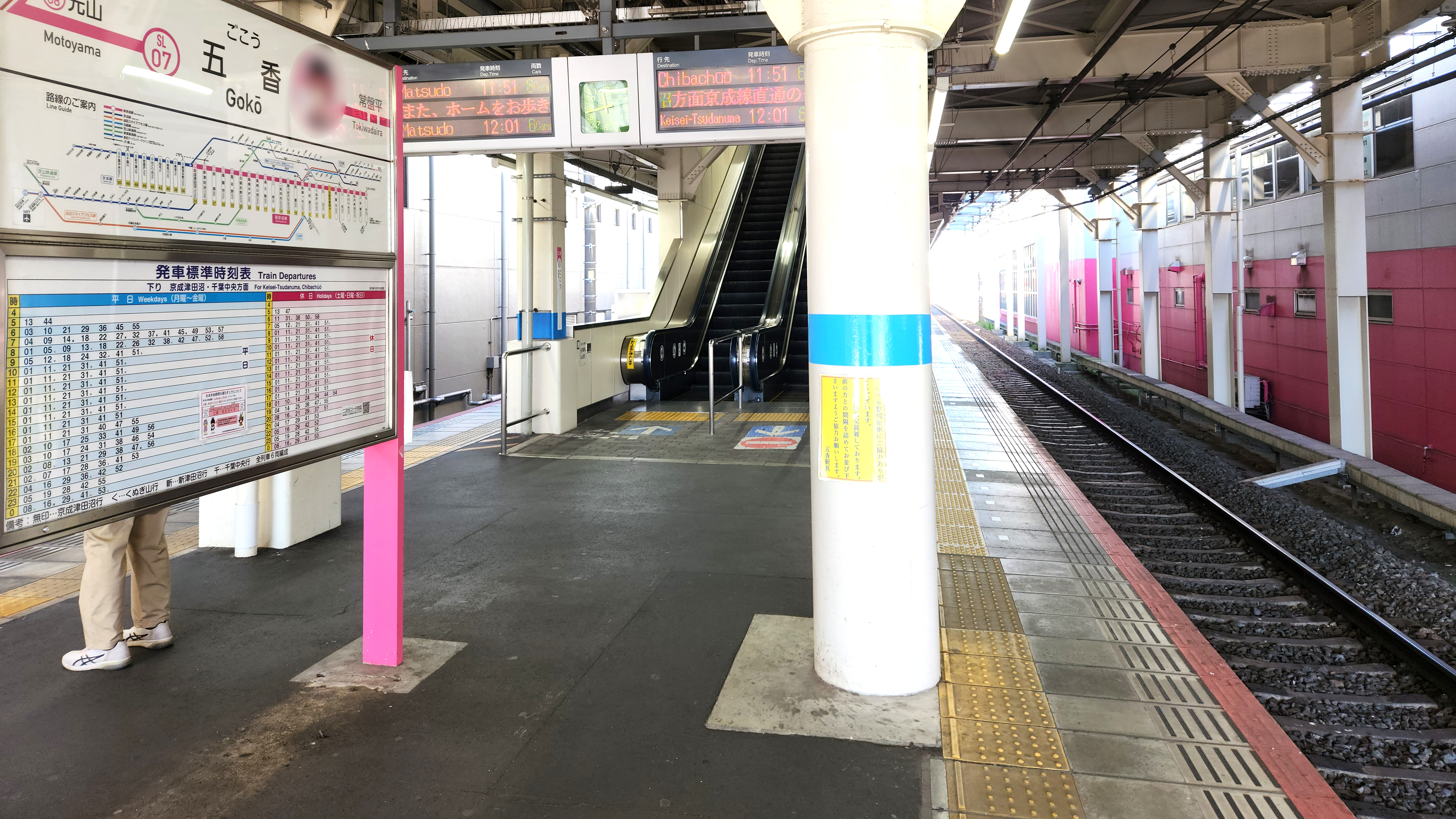
駅ホーム（2023年1月）

## 利用状況

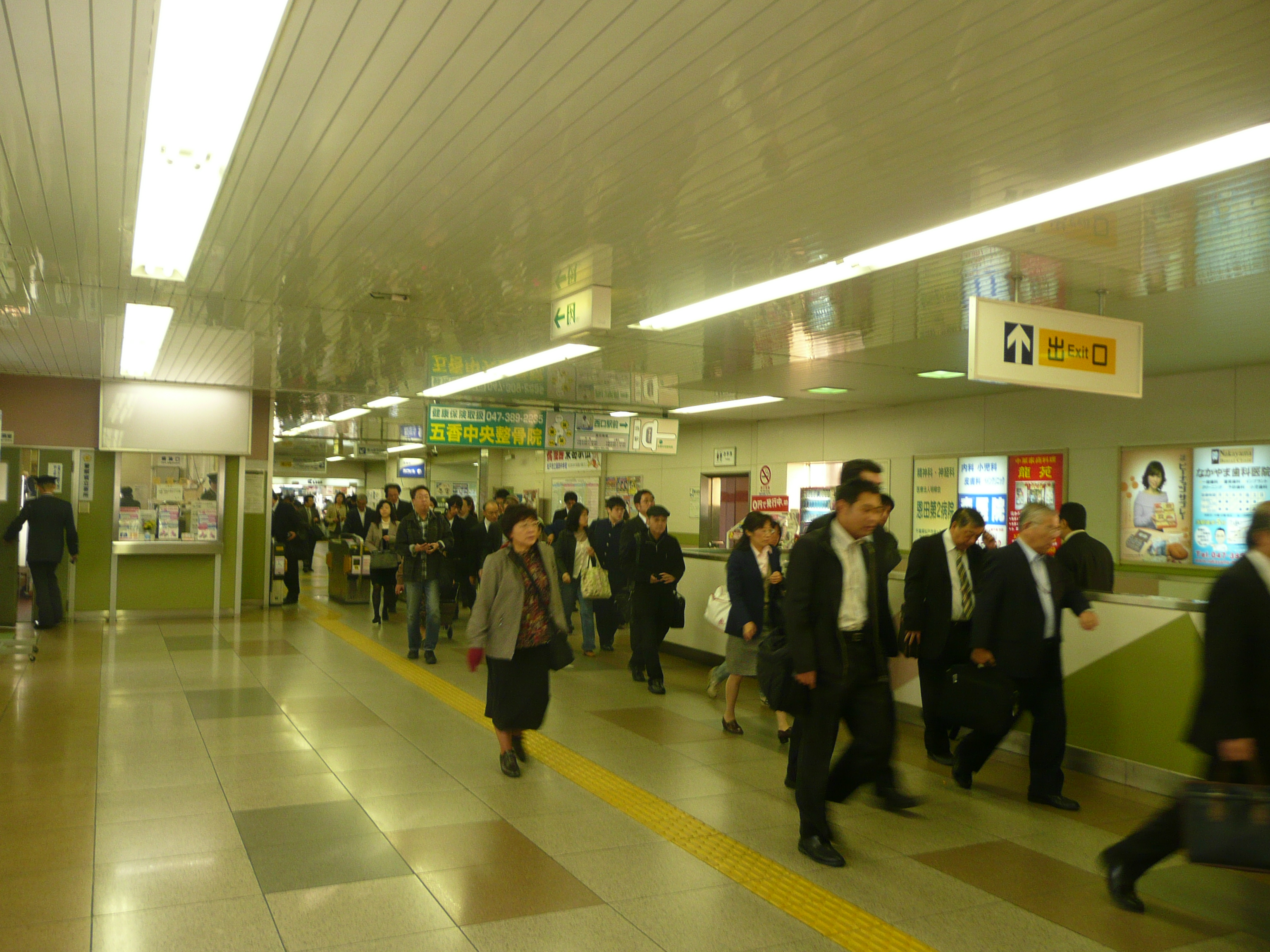
通勤時間帯・朝ラッシュ時の様子（2008年11月）

2023年度の1日平均乗降人員は27,684人である。
近年の1日平均乗降・乗車人員推移は下表の通りである。
| 年度               | 1日平均 乗降人員 | 1日平均 乗車人員 |
| ------------------ | ---------------- | ---------------- |
| 2001年（平成13年） |                  | 16,662           |
| 2002年（平成14年） |                  | 16,208           |
| 2003年（平成15年） |                  | 16,120           |
| 2004年（平成16年） |                  | 15,912           |
| 2005年（平成17年） |                  | 15,835           |
| 2006年（平成18年） | 31,797           | 15,967           |
| 2007年（平成19年） | 31,896           | 16,020           |
| 2008年（平成20年） | 31,604           | 15,825           |
| 2009年（平成21年） | 30,904           | 15,452           |
| 2010年（平成22年） | 30,723           | 15,352           |
| 2011年（平成23年） | 30,071           | 15,032           |
| 2012年（平成24年） | 30,546           | 15,263           |
| 2013年（平成25年） | 30,706           | 15,342           |
| 2014年（平成26年） | 30,193           | 15,078           |
| 2015年（平成27年） | 30,377           | 15,150           |
| 2016年（平成28年） | 30,170           | 15,045           |
| 2017年（平成29年） | 30,125           | 15,019           |
| 2018年（平成30年） | 30,037           | 14,966           |
| 2019年（令和元年） | 29,725           | 14,807           |
| 2020年（令和02年） | 22,989           |                  |
| 2021年（令和03年） | 23,948           |                  |
| 2022年（令和04年） |                  |                  |
| 2023年（令和05年） | 27,202           |                  |
| 2024年（令和06年） | 27,684           |                  |

## 駅周辺
西口側は常盤平地区が広がっている。東口側には千葉県道57号千葉鎌ケ谷松戸線が走り、北方は金ケ作、東と南方は五香になっている。南方には千葉県道281号松戸鎌ケ谷線が走り、五香西、松飛台が広がっている。

### 駅ビル
- 五香駅西口ビル
  - 千葉銀行 五香支店
  - 京成不動産
  - 京成フロンティア企画
- 五香駅西口第2ビル
  - コナミスポーツクラブ五香（エグザス）
- 五香駅西口第3ビル

### 行政機関・公共施設
西口
- 松戸市消防局 五香消防署
- 松戸市健康福祉会館（ふれあい22） - 館内施設として、常盤平保健福祉センター、こども発達センター、障害者福祉センター、教育研究所五香分室、喫茶さくらんぼなどがある。

東口
- 松戸市五香市民センター
  - 松戸市立図書館 五香分館
- 五香病院

### 教育機関

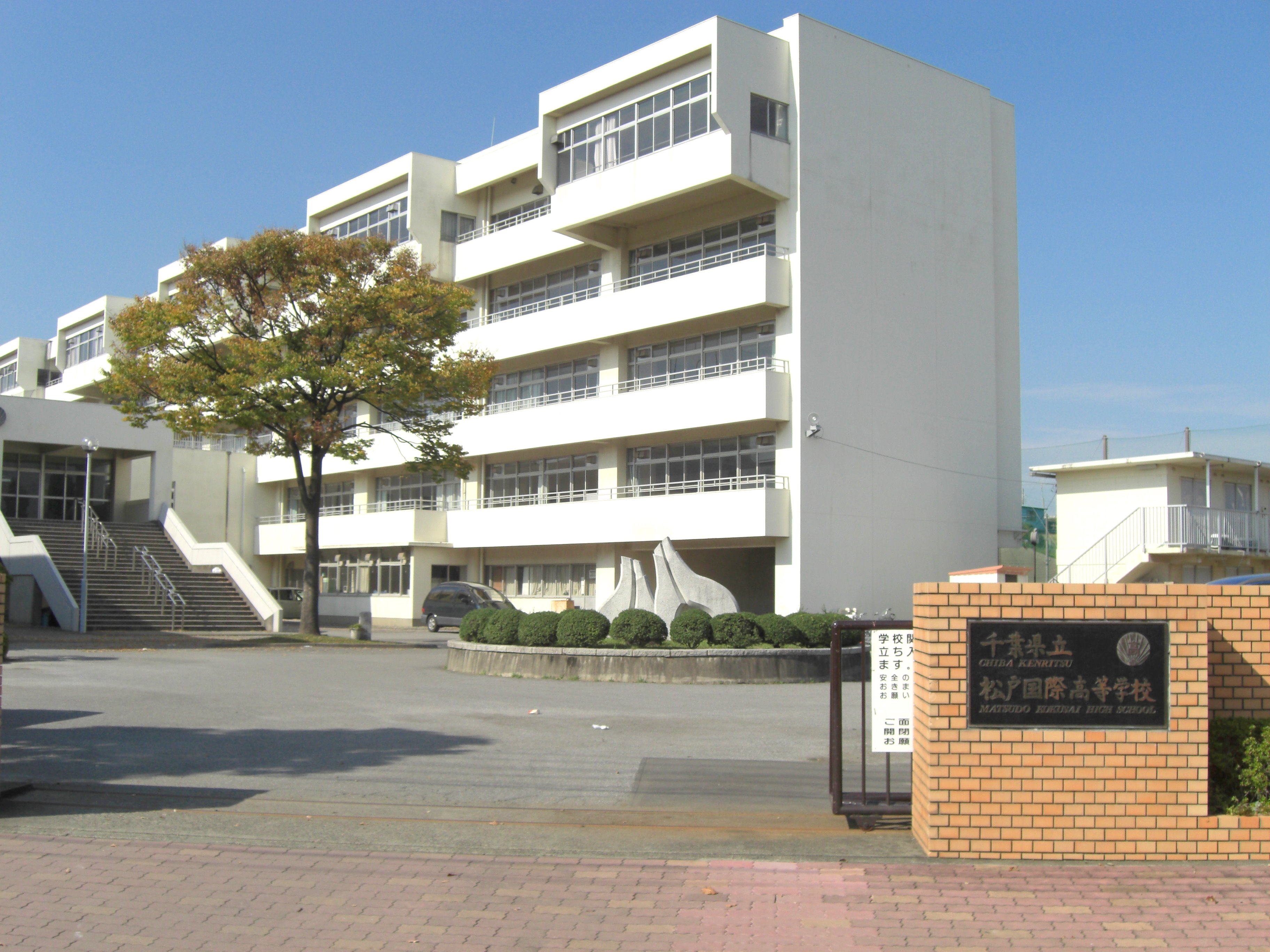
千葉県立松戸国際高等学校

西口
- 千葉県立松戸国際高等学校
- 松戸市立第四中学校
- 松戸市立松飛台第二小学校
- 松戸市立牧野原小学校
- 松戸市立常盤平第一小学校
- 松戸市立常盤平第二小学校

東口
- 松戸市立高木第二小学校
- 松戸市立金ケ作小学校
- 柏市立高柳西小学校
- 柏市立南部中学校
- 千葉県立つくし特別支援学校
- 松戸東自動車学校

### 金融機関・郵便局
西口
- 千葉銀行 五香支店
- みずほ銀行 五香支店
- 京葉銀行 常盤平支店
- 朝日信用金庫 ときわ平支店
- 東洋証券 五香支店
- 牧の原団地内郵便局

東口
- 京葉銀行 五香駅東口出張所
- 五香駅前郵便局

### 商業施設
西口
- サンロード五香商店街
  - カミオカストア
- 五香さくら通り商店会
- ヨークプライス 五香店
- マルエツ 牧の原店
- ジェーソン 松戸五香西店
- ミニコープ 常盤平店
- マツモトキヨシ 五香駅前通り店
- セカンドストリート松戸五香店

東口
- プラッツ五香
  - スーパーバリュー 松戸五香店
- ベルクス 五香店
- ベルクス 五香元山店
- ジェーソン 松戸五香店
- マツモトキヨシ 五香店
- ちば物産富井 五香本店
- Fマートショッピング 五香

### 観光名所・その他
- 常盤平さくら通り（日本の道100選）
- 常盤平団地
- 観光梨園
- 京成タクシー松戸東

## バス路線
停留所名は、東口が「五香駅」、西口が「五香駅西口」である。東口からは柏市逆井・高柳地区、松戸市六実、鎌ケ谷市、白井市方面、西口からは松戸市松飛台地区方面へのバスが発着する。
| 乗場       | 系統         | 主要経由地                               | 行先         | 運行事業者             | 備考             |
| ---------- | ------------ | ---------------------------------------- | ------------ | ---------------------- | ---------------- |
| 五香駅     | 9            | 金ヶ作入口                               | 小新山町入口 | ■京成バス千葉ウエスト  |                  |
| 五香駅     | 鎌ヶ谷線(旧) | しいの木台                               | 高柳駅西口   | 京成バス千葉セントラル |                  |
| 五香駅     | 鎌ヶ谷線(旧) | クリーンセンター                         | 六実支所     | 京成バス千葉セントラル |                  |
| 五香駅     | 鎌ヶ谷線(旧) | クリーンセンター・六実駅（入口）・高柳駅 | 白井車庫     | 京成バス千葉セントラル | 夜間のみ         |
| 五香駅     | 深夜急行バス | 京成成田駅                               | 成田空港     | ■京成バス千葉イースト  | 深夜便（運休中） |
| 五香駅西口 | 1A           | 松飛台十字路・松飛台駅・市立高校         | 紙敷車庫     | ■京成バス千葉ウエスト  |                  |
| 五香駅西口 | 1B           | 松飛台十字路                             | 松飛台駅     | ■京成バス千葉ウエスト  |                  |

## 隣の駅
京成電鉄
 松戸線
常盤平駅 (KS83) - 五香駅 (KS82) - 元山駅 (KS81)